# Lissomorpha
Lissomorpha is een geslacht van kreeftachtigen uit de klasse van de Malacostraca (hogere kreeftachtigen).

## Soort
- Lissomorpha haswelli Ward, 1933